# Isländische Badminton-Mannschaftsmeisterschaft 2015
Die Isländische Badminton-Mannschaftsmeisterschaft 2015 fand im Modus „Jeder gegen jeden“ vom 13. bis zum 15. Februar 2015 in Reykjavík statt. Meister wurde das Team von Tennis- og Badmintonfélag Reykjavíkur.

## Endstand
| Platz | Team               | Punkte | Spiele | G | U | V | Spielpunkte |   |    | Sätze |   |    | Bälle |   |     |
| ----- | ------------------ | ------ | ------ | - | - | - | ----------- | - | -- | ----- | - | -- | ----- | - | --- |
| 1     | TBR Demantar       | 6      | 3      | 3 | 0 | 0 | 18          | - | 6  | 35    | - | 13 | 945   | - | 736 |
| 2     | TBR <3             | 4      | 3      | 2 | 0 | 1 | 17          | - | 7  | 37    | - | 20 | 1084  | - | 982 |
| 3     | TBR Hvítir hrafnar | 2      | 3      | 1 | 0 | 2 | 11          | - | 13 | 29    | - | 26 | 997   | - | 965 |
| 4     | SABK               | 0      | 3      | 0 | 0 | 3 | 2           | - | 22 | 3     | - | 45 | 647   | - | 990 |